# Julius Koch (Unternehmer)

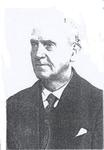
Julius Koch

Julius Koch (geboren am 19. Februar 1816 als Julius Dörzbacher in Jebenhausen; gestorben am 14. März 1895 in Hechingen) war Getreidehändler und königlich-württembergischer Hoflieferant in Cannstatt bei Stuttgart. Er war der Großvater mütterlicherseits von Albert Einstein.

## Leben
Julius Koch trug zunächst den Namen Julius Dörzbacher und war Bäcker; später nahm er den Namen Koch an. Danach heiratete er im Jahr 1847 Jette Bernheimer (1825–1886), ebenfalls aus Jebenhausen gebürtig. Ab 1852 war das Ehepaar in Cannstatt ansässig, wo es zunächst in der Badstraße 20, später in der Brückenstraße 44 wohnte. Aus der Verbindung ging die Tochter Pauline Einstein (1858–1920) hervor, die die Mutter Albert Einsteins wurde. Jette Bernheimers Grab auf dem israelitischen Friedhof in Cannstatt ist erhalten geblieben. Weitere Kinder des Ehepaars Koch waren die Tochter Fanny und die Söhne Jakob und Caesar, die beide internationale Getreidehändler waren. Fanny (1852–1926) heiratete den Hechinger Textilfabrikanten Rudolf Einstein (1843–1927). Deren Tochter war Elsa Einstein, die zweite Frau von Albert Einstein.
Julius Koch war ein erfolgreicher Geschäftsmann und finanzierte teilweise die Elektrotechnischen Fabrik seines Schwiegersohnes Hermann Einstein und dessen Bruders Jakob Einstein in München. Dort lebte er als Witwer von 1886 bis 1894. Anschließend zog er nach Hechingen in den Haushalt seiner ältesten Tochter Fanny und deren Ehemann, des Textilfabrikanten Rudolf Einstein. Dort lebte er von 1894 bis 1895. Seine anderen Kinder lebten im Ausland: Jakob Koch in Genua, ab 1901 in Berlin; verstorben 1912 in Mailand, Caesar Koch in Antwerpen und Pauline Einstein in Mailand bzw. Pavia. Er starb am 16. Geburtstag seines Enkels Albert Einstein und wurde auf dem Jüdischen Friedhof in Hechingen bestattet; der Grabstein ist erhalten.